# Laephotis
Laephotis — рід ссавців з родини лиликових. Усі види поширені в південній і східній частинах Африки. 

## Характеристики
Голова і тіло довжиною 45—59 мм, хвіст довжиною 35—47 мм, передпліччя довжиною 32—38 мм. Верх рудувато-оливковий чи мідно-коричневий; низ блідо-коричневий чи темно-коричневий чи сірий. Види цього роду схожі на Histiotus різниться лиш характеристиками черепів. Вуха розрізнені 15—19 мм довжиною.